# 4 Pułk Czołgów Ciężkich

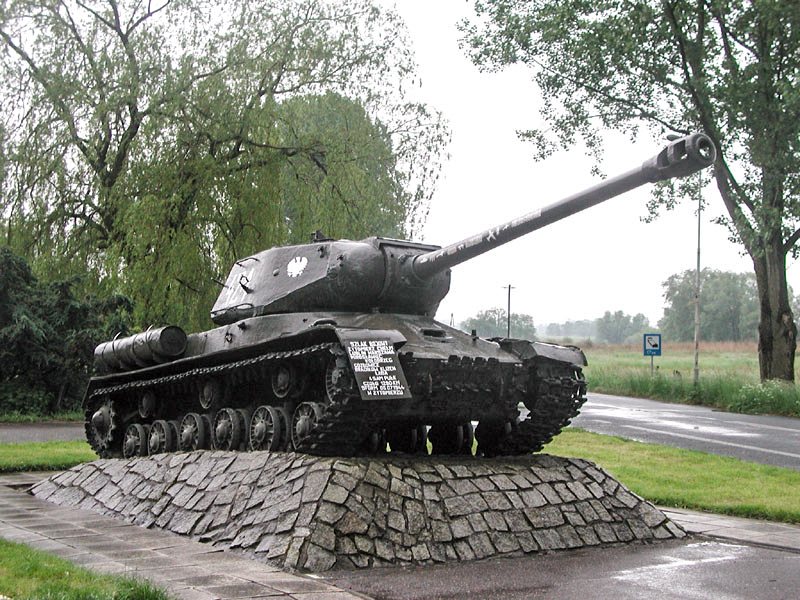
Czołg ciężki IS-2, nr taktyczny 421, 1 pluton, 2 kompania, 4 Pułku Czołgów Ciężkich, obecnie czołg-pomnik przy muzeum i cmentarzu wojennym w Starych Łysogórkach.

4 Pomorski pułk czołgów ciężkich – oddział wojsk pancernych ludowego Wojska Polskiego.

## Formowanie i zmiany organizacyjne
Sformowany w Gryszowicach i Dmytriewce pod Berdyczowem na mocy rozkazu dowódcy Armii Polskiej w ZSRR nr 00127 z 5 lipca 1944 według etatu nr 010/460. Wszedł w skład 1 Armii WP. Szkolenie bojowe rozpoczął w rejonie Berdyczowa, a następnie kontynuował je w okolicach Chełma.
Przysięgę żołnierze pułku złożyli w Kumowie Majorackim pod Chełmem 24 września 1944.
Po zakończeniu wojny pułk powrócił do kraju i na mocy rozkazu Naczelnego Dowódcy WP nr 248 z 14 września 1945 został przeformowany na etat pokojowy. Stacjonował wtedy w Jarocinie. W 1947 przeniesiony do Elbląga. Od czerwca 1950 w składzie 1 Korpusu Pancernego. Potem w 1 Korpusie Zmechanizowanym. 
W czerwcu 1950 wyłączono go ze składu 16 Kaszubskiej Dywizji Pancernej, przeniesiono na etat pułku czołgów ciężkich i podporządkowano dowódcy 1 Korpusu Pancernego.

Pułk czołgów ciężkich korpusu posiadał: cztery kompanie czołgów ciężkich, kompanię fizylierów, batalion artylerii pancernej, kompanie: dowodzenia, technicznego zaopatrzenia i szkolną. Pułk liczył 678 żołnierzy Jego sprzęt bojowy stanowiły 23 czołgi ciężkie IS-2 i 13 ciężkich dział pancernych ISU-122.

Wiosną 1951 wprowadzono nowe etaty. W pułku czołgów ciężkich korpusu rozwiązano kompanię dowodzenia, a wchodzące w jej skład plutony łączności i saperów usamodzielniono. Kompanie czołgów ciężkich weszły w skład batalionu czołgów ciężkich. W batalionie artylerii pancernej pancernej zwiększono liczbę kompanii z 2 do 4 zmniejszając jednocześnie w każdej z nich liczbę plutonów z 3 do 2. Nowym pododdziałem był skadrowany batalion artylerii pancernej o strukturze identycznej jak batalion rozwinięty. W miejsce kompanii fizylierów powstał batalion fizylierów składający się z: dwóch kompanii fizylierów i kompanii piechoty zmotoryzowanej, baterii przeciwlotniczej, baterii artylerii i plutonu łączności. W kompanii technicznego zaopatrzenia utworzono dodatkowy pluton robót specjalnych.
W 1951 po szkoleniu poligonowym w Drawsku Pomorskim, pułk przeniesiony został do Lęborka. w 1955 roku przeformowany w 32 Pomorski batalion czołgów ciężkich i artylerii pancernej. Rozformowany w 1957 roku.

Zgodnie z rozkaz nr 07/MON z 04.05.1967 w sprawie przekazania jednostkom wojskowym historycznych nazw i numerów oddziałów frontowych oraz ustanowienia dorocznych świąt jednostek, Dz. Roz. Tjn. MON Nr 5, poz. 21, tradycje 4 Pomorskiego pułku czołgów ciężkich kontynuował 4 Pomorski pułk desantowy

## Dowódcy pułku
- mjr Mikołaj Janczelenko (10 sierpnia 1944 r. do końca wojny)[5]

## Struktura organizacyjna
Etat 010/460::
- dowództwo i sztab
- pluton dowodzenia
- 4 x kompania czołgów ciężkich
- kompania fizylierów
- pluton saperów
- kompania zaopatrzenia technicznego
- kompania czołgów średnich – od kwietnia do połowy maja 1945[11]

Razem:

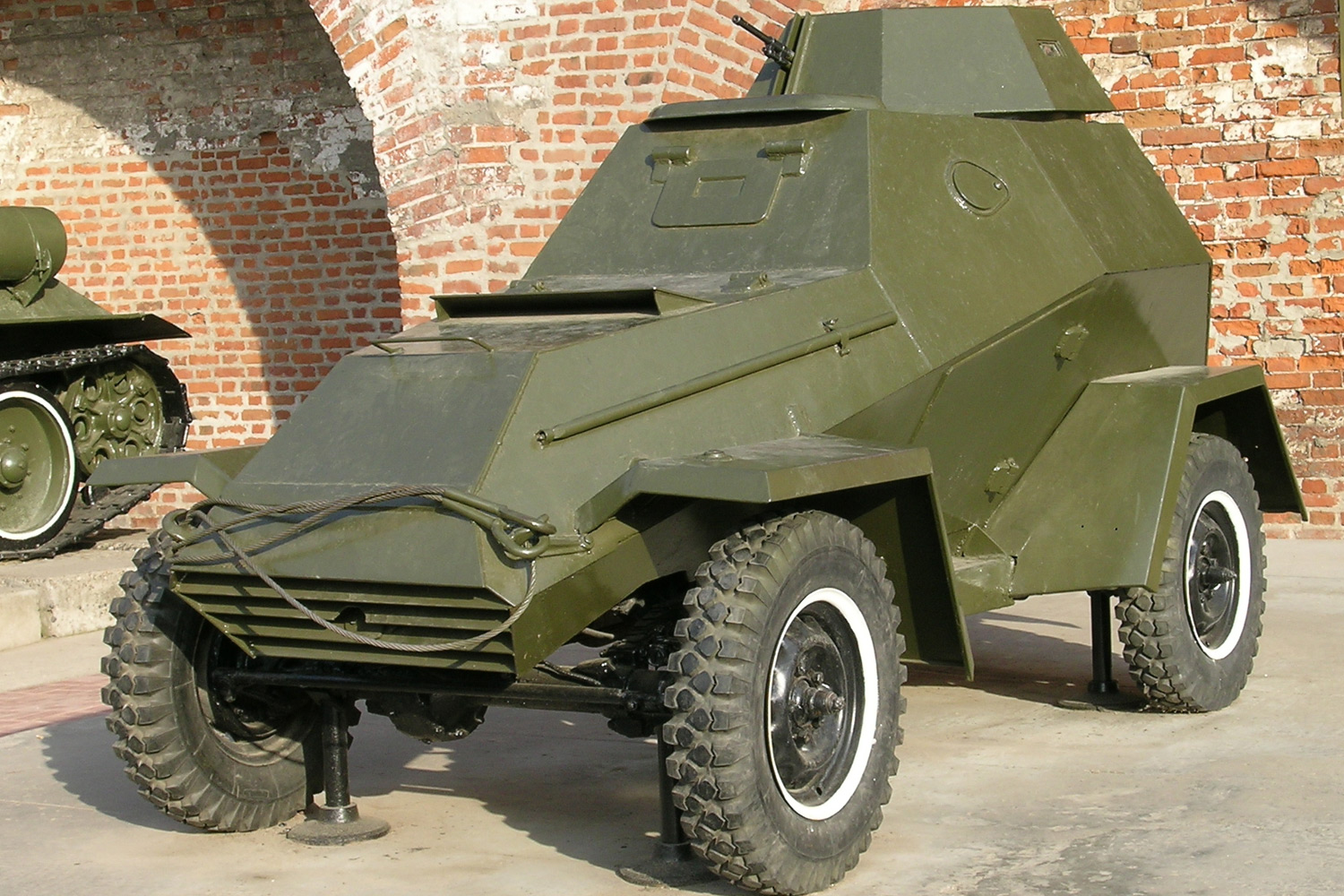
Samochód pancerny dowództwa BA-64

żołnierzy – 374 (oficerów – 90, podoficerów – 121, szeregowców – 163)
sprzęt:
- czołgi IS-2 – 21
- samochody pancerne BA-64 – 3
- transportery opancerzone MK-1 – 3
- ciągniki gąsienicowe – 2
- samochody – 48
- motocykle – 3

## Marsze i działania bojowe
1 listopada 1944 pułk przesunięto pod Warszawę i rozmieszczono w Izabelinie. Następnie przegrupował się do Białołęki Dworskiej.
17 stycznia 1945 uczestniczył w wyzwoleniu Warszawy. W okresie do 26 stycznia pułk wykonał marsz-manewr w kierunku Bydgoszczy. Gdzie do 28 stycznia brał udział w wyzwalaniu miasta. Dalej, 29 stycznia maszerował przez Złotów do Jastrowia, gdzie stacjonował do 7 lutego.
W okresie 10 – 14 lutego wspierał 1 DP w natarciu na Mirosławiec. 19 lutego odpierał kontrataki niemieckie na południowy wschód od Będlina, a 22 lutego walczył wspólnie z 1 SBK oraz 3 i 6 DP.
W walkach ulicznych o Kołobrzeg, wspierał początkowo oddziały 6 DP na lewym brzegu, a następnie oddziały 3 i 4 DP na prawym brzegu Parsęty.
W dniach 20 – 30 kwietnia wspierał natarcie 4 DP i współdziałając z 12 pułkiem piechoty uczestniczył w pościgu za nieprzyjacielem w kierunku: Bredinow, Zemlin, Hohen Neuen, Wolsier. Sforsował Hawelę i przeszedł przez Klletz, Rhinow do Stoipe nad Łabę.
Szlak bojowy pułk zakończył w Zuhlsdorf.
|  |  |  |  |

|  |  |

## Kamuflaż i oznakowanie wozów
Wozy bojowe malowano farbą olejną koloru ciemnozielonego. Poszczególne pojazdy mogły różnić się odcieniem, a nawet i kolorem.
Jeśli okoliczności tego wymagały, malowano pojazdy w nieregularne plamy różnej wielkości i kształtu. Obok podstawowego koloru wykorzystywano brąz, czerń lub piaskowy. Taki sposób malowania stosowano jednak sporadycznie.
Zimą wozy bojowe malowano na biało, tzw. bielidłem. Biel nakładano bezpośrednio na ochronną farbę zieloną, przy czym pokrywano nią albo cały pojazd, albo też tylko część jego powierzchni, tworząc nieregularne plamy deformujące kształt. Zamiast farby mogło być używane wapno.
Na wieży malowano orła. Stylizowany, aczkolwiek znacznie uproszczony kształt orła wzorowany był na orle piastowskim. Wysokość orła wahała się od 20 do 40 cm W 4 pczc, znak orła malowano na tle czerwonego rombu obwiedzionego białymi liniami.
Oznakowanie taktyczne
Numery taktyczne czołgów pułku:

stan styczeń–luty 1945
- dowódca – 4000
  - 1 kompania – dowódca – 4100
    - 1 pluton – 4111, 4112
    - 2 pluton – 4123, 4124

  - 2 kompania – dowódca – 4200
    - 1 pluton – 4211, 4212
    - 2 pluton – 4223, 4224

  - 3 kompania – dowódca – 4300
    - 1 pluton – 4311; 4312
    - 2 pluton – 4323, 4324

  - 4 kompania – dowódca – 4400
    - 1 pluton – 4411, 4412
    - 2 pluton – 4423, 4424

stan od 1 III 1945 do końca wojny
- dowódca – 400
  - 1 kompania – dowódca – 410
    - 1 pluton – 411, 412
    - 2 pluton – 413, 414

  - 2 kompania – dowódca – 420
    - 1 pluton – 421, 422
    - 2 pluton – 423, 424

  - 3 kompania – dowódca – 430
    - 1 pluton – 431, 432
    - 2 pluton – 433, 434

  - 4 kompania – dowódca – 440
    - 1 pluton – 441, 442
    - 2 pluton – 443, 444